# رایان کلارک
رایان کلارک (انگلیسی: Ryan Clarke؛ زادهٔ ۳۰ آوریل ۱۹۸۲) بازیکن فوتبال اهل بریتانیا است.
از باشگاه‌هایی که در آن بازی کرده‌است می‌توان به باشگاه فوتبال سالزبری سیتی، باشگاه فوتبال ساوتند یونایتد، باشگاه فوتبال بریستول راورز، باشگاه فوتبال آکسفورد یونایتد، باشگاه فوتبال کیدرمینستر هاریرس، باشگاه فوتبال نورتویچ ویکتوریا، باشگاه فوتبال فارست گرین راورز، و باشگاه فوتبال نورث‌همپتون تاون اشاره کرد.